# Tadeusz Biłozor
Tadeusz Biłozor (ur. 1945 we Lwowie) – polski artysta fotograf. Członek rzeczywisty i Artysta Fotoklubu Rzeczypospolitej Polskiej. Prezes i członek honorowy Jeleniogórskiego Towarzystwa Fotograficznego. Zasłużony dla Miasta Jelenia Góra.

## Życiorys
Tadeusz Biłozor od 1945 roku jest mieszkańcem Jeleniej Góry. Działalność fotograficzną rozpoczął w 1968 roku – w kole fotograficznym – działającym przy klubie „Relaks” w Jeleniej Górze. W 1978 roku został przyjęty w poczet członków Jeleniogórskiego Towarzystwa Fotograficznego, od maja 2009 roku jest członkiem honorowym JGF. Od 1997 roku jest członkiem Ogólnopolskiej Grupy Twórczej „Art Foto”. Od 2001 roku współpracuje z Czeskim Stowarzyszeniem Fotografów Euroregionu Nysa „Kontakt”.
Jest autorem i współautorem wielu wystaw fotograficznych, indywidualnych i zbiorowych, polskich i międzynarodowych. Jest organizatorem i uczestnikiem wielu plenerów fotograficznych, uczestnikiem i laureatem licznych konkursów fotograficznych – polskich i międzynarodowych.
Jest opiekunem i organizatorem wystaw Galerii Jeleniogórskiego Towarzystwa Fotograficznego. W 2011 roku za osiągnięcia na niwie fotografii został uhonorowany statuetką Toruńskiego Flisaka. Jego prace zaprezentowano w Almanachu (1995–2017), wydanym przez Fotoklub Rzeczypospolitej Polskiej Stowarzyszenie Twórców.
Był wielokrotnie uhonorowany dyplomami i listami gratulacyjnymi (za fotograficzną działalność) przez władze miasta Jeleniej Góry oraz władze Starostwa Jeleniogórskiego. W 1998 roku Tadeusz Biłozor został przyjęty w poczet członków Fotoklubu Rzeczypospolitej Polskiej Stowarzyszenia Twórców.
W 2020 odznaczony Złotym Medalem „Za Fotograficzną Twórczość” – odznaczeniem ustanowionym przez Zarząd i przyznawanym przez Kapitułę Fotoklubu Rzeczypospolitej Polskiej Stowarzyszenia Twórców, w odniesieniu do obchodów 25-lecia powstania Fotoklubu RP. W 2021 wyróżniony honorowym tytułem Zasłużony dla Miasta Jelenia Góra.

## Odznaczenia
- Odznaka „Zasłużony Działacz Kultury” (2001)
- Srebrny Medal „Zasłużony dla Fotografii Polskiej” (2003)[25]
- Złoty Medal „Zasłużony dla Fotografii Polskiej”[25]
- Złoty Medal „Za Fotograficzną Twórczość” (2006)[25]
- Medal „Za Zasługi dla Fotografii Polskiej” (2018)[26]
- Złoty Medal „Za Fotograficzną Twórczość” (2020)

Źródło

## Publikacje (albumy)
- „40 lat Jeleniogórskiego Towarzystwa Fotograficznego”
- „45 lat Jeleniogórskiego Towarzystwa Fotograficznego”
- „50 lat Jeleniogórskiego Towarzystwa Fotograficznego”
- „Jelenia Góra i Jeleniogórzanie”
- „Obiektywem JTF-u”

Źródło